# ワイズ・アフター・ジ・イヴェント
『ワイズ・アフター・ジ・イヴェント』（Wise After The Event）は、アンソニー・フィリップスのセカンド・アルバムである。
前作の延長線上にあるアコースティックな作風であるが、ボーカルに比重を置いた作品である。元キング・クリムゾンのメル・コリンズとマイケル・ジャイルズが参加している。また、プロデューサーとしてルパート・ハインを迎えている。
アルバム・ジャケットは、前作と同様にピーター・クロスの手による。

## 収録曲
1. "We're All As We Lie" 4:34
2. "Birdsong" 7:30"
3. "Moonshooter" 5:52
4. "Wise After the Event" 8:45
5. "Pulling Faces" 4:32
6. "Regrets" 5:15
7. "Greenhouse" (Anthony Phillips/Jeremy Gilbert) 3:00
8. "Paperchase" 5:28
9. "Now What (Are They Doing to my Little Friends?)" 8:30
10. "Squirrel" 4:28 (再発盤に追加されたエクストラ・トラック)